# Північна марка

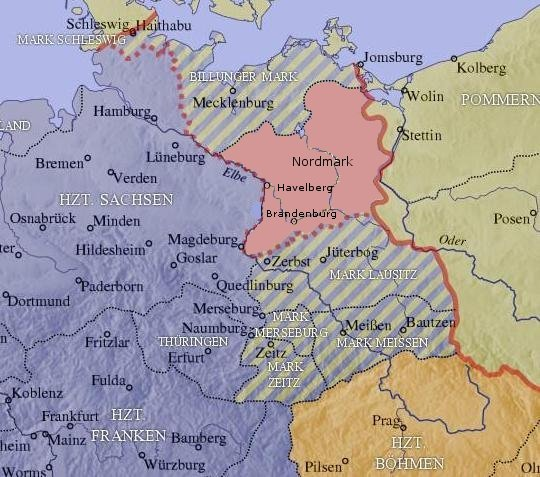
Поділ Східної Саксонської марки в 965 році. Північна марка показана рожевим кольором.

Північна марка (нім. Nordmark) — марка (прикордонна територія), заснована в 936 році королем Східного Франкського королівства Генріхом I у вигляді прикордонного маркграфства для захисту Саксонського герцогства від нападів венедів. Складові її частини були: округ, або гау, Балезем, або Бальзамська країна, яка замикалася Ельбою, Аландом, Візою, Мільдою і лінією, проведеною від останньої річки через Роксфердське болото до Ори; північна частина називалася Мінтгау або Мільтгау і містила в собі теперішню Вишу; південна частина називалася Мозе або Мозіде. Округ Остервальде, на захід від попереднього, простягався від Бізи до Ори. Слов'янські округи (на півночі), мешканці яких і тепер ще зберегли свої особливості. Північна марка перебувала під верховною владою герцогів саксонських і мала замки в Тангермюнде, Арнбурзі, Вербені і т. д.

## Історія
Першим правителем утвореної марки (вона називалася Східною) король призначив Зігфріда Мерзебурзького (пом. 10 липня 937), який носив титул «легат». Після його загибелі Генріх I призначив маркграфом брата Зігфріда, Геро (бл. 900 — 20 травня 965). Геро разом маркграфом Германом Біллунгом був однією з головних опор імператора Оттона I на сході Німеччини. Він підкорив багато слов'янських земель аж до Одера, значно розширивши володіння, стримував напади венедів, а в 962/3 році навіть почав похід в Польщу. Геро заснував у завойованих землях єпископства Хавельберг та Бранденбург, фактично будучи їхнім правителем. В 954 він допоміг придушити повстання герцога Людольфа. Після його смерті в 965 марка Геро була розділена на Північну (Nordmark), Східну (Ostmark) або Лужицьку та Майсенську марки.
Власне Північну марку отримав граф Дітріх фон Хальденслебен (пом. 25 серпня 985). Імператор Оттон доручив Дітріху примирити населення в завойованих саксонських областях Лузація та Гевеллія, але з розповідей Тітмара Мерзебурзького та пізніших літописців Дітріх не особливо намагався цього домогтися. Саме в зарозумілості і недбальстві Дітріха Тітмар бачить причину повстання слов'ян в Лузації в 983 р., в результаті якого Німеччина втратила землі між Ельбою та Одером. Після його смерті Північна марка була передана графу Вальбека Лотарю III (пом. 25 січня 1003), але його син Вернер (пом. 11 листопада 1014) в 1009 був позбавлений маркграфства, відданого сину Дітріха — Бернхарду I Старшому (пом. бл. 1018).
Після загибелі в 1056 маркграфа Північної марки Вільгельма імператриця Агнеса де Пуатьє, вдова недавно померлого імператора Генріха III, яка стала регенткою від імені свого малолітнього сина Генріха IV, віддала Північну марку, а також деякі володіння дому Хальденслебен, графу Штаде Лотару Удо I, що викликало незадоволення Оттона, зведеного брата Вільгельма. Розгорівся серйозний конфлікт, Оттона підтримали багато саксонських графів. Для вирішення конфлікту в червні 1057 імператриця запросила Оттона у супроводі прихильників і васалів у Марієнбург. Але дорогою Оттон був убитий саксонським графом Бруно, і з ним згас дім Хальденслебен.
Син Лотара Удо I, Лотар Удо II (1020/30-1082) обрав своєю резиденцією Зальтведель або Зальцведель, і з тих пір ці володіння часто називалися Зальтведельською маркою.
По смерті маркграфа Конрада фон Плецкау (бл. 1108 — 10 січня 1133) марка в 1134 перейшла Альбрехту Ведмедю з дому Асканіїв. В 1142 Альбрехт отримав Північну Марку від Конрада III як імперське князівство у спадкове ленне володіння, а в 1157 вона стає імперським маркграфством Бранденбурзьким; з цих пір ленний зв'язок з герцогством Саксонським припиняється, і історія Північної марки стає історією Бранденбурга.